# Sądy radzieckie
Sądy radzieckie – rodzaj sądów miejskich działających w Polsce w okresie XIII/XIV–XVIII w. w miastach lokowanych na prawie niemieckim. Sądy rady miejskiej złożone były z rajców pod przewodnictwem burmistrza. W niektórych miastach (tych, które wykupiły dziedziczne wójtostwa) sądy te były sądami najwyższymi. Co do zasady sądy radzieckie właściwe były dla mieszczaństwa.

## Właściwość funkcjonalna
Sądy radzieckie orzekały w pierwszej instancji w sprawach o najważniejszej randze. W Krakowie w sprawach kryminalnych zamiast sądu ławniczo-radzieckiego orzekała sama rada miejska pod przewodnictwem burmistrza. (Sądy ławniczo-radzieckie powstały, gdy rozwój miast zaczął przerastać możliwości sądownictwa lokalnego. W zależności od wagi sprawy właściwe były sądy samego wójta lub ławy i rady miejskiej, tzw. sądy ławniczo-radzieckie) Sądy radzieckie były również sądami instancyjnie wyższymi dla pozostałych sądów miejskich (tj. ławniczych i cechowych). „Sądy rad miejskich większych miast stanowiły też sądy wyższe prawa niemieckiego dla okolicznych miast, miasteczek i wsi na prawie niemieckim, wydając dla nich także pouczenie prawne – ortyle”.

## Sądownictwo w Gdańsku
W Gdańsku sądy radzieckie działały głównie jako sądy II instancji (sądami I instancji były sądy ławnicze) oraz jako sądy I instancji w niektórych grupach spraw, m.in. „przestępstwa przeciwko miastu, spory między cechami, sprawy związane z cechami, nieruchomościami i podziałem spadków oraz prowadzeniem ksiąg dłużniczych, a także prowadzenie ugód”.